# Opole Lubelskie (gmina)
Opole Lubelskie (do 1954 gmina Opole) – gmina miejsko-wiejska w województwie lubelskim, w powiecie opolskim, z siedzibą w Opolu Lubelskim. W latach 1975–1998 gmina położona była w województwie lubelskim.
Według danych z 30 czerwca 2004 gminę zamieszkiwały 17 924 osoby.
Gmina Opole Lubelskie jest największą terytorialnie gminą miejsko-wiejską województwa lubelskiego, a zarazem czwartą co do wielkości terytorium (po gminach: Hrubieszów, Włodawa i Mircze) gminą województwa.

## Historia
Za czasów Królestwa Polskiego gmina Opole należała do powiatu nowoaleksandryjskiego w guberni lubelskiej. 19 maja?/31 maja 1870 do gminy przyłączono pozbawione praw miejskich Opole.

## Struktura powierzchni
Według danych z roku 2002 gmina Opole Lubelskie ma obszar 193,81 km², w tym:
- użytki rolne: 62%
- użytki leśne: 29%

Gmina stanowi 24,1% powierzchni powiatu.

## Demografia

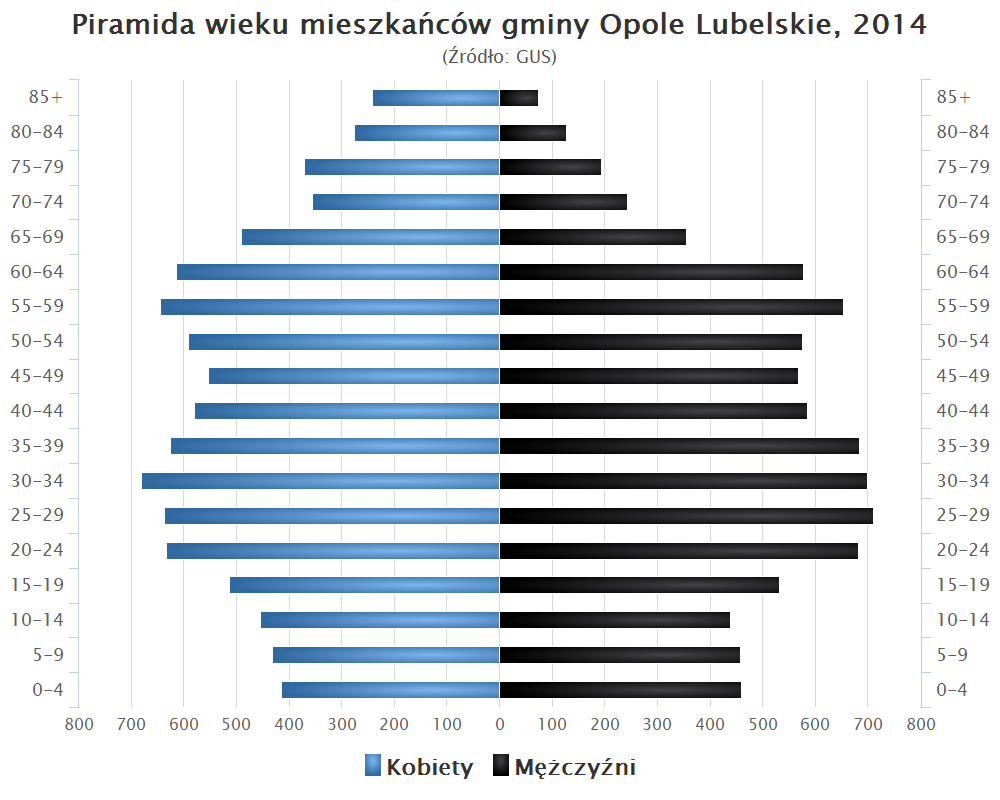
Piramida wieku mieszkańców gminy Opole Lubelskie w 2014 roku

Dane z 30 czerwca 2004:
| Opis                              | Ogółem | Ogółem | Kobiety | Kobiety | Mężczyźni | Mężczyźni |
| --------------------------------- | ------ | ------ | ------- | ------- | --------- | --------- |
| jednostka                         | osób   | %      | osób    | %       | osób      | %         |
| populacja                         | 17 924 | 100    | 9310    | 51,9    | 8614      | 48,1      |
| gęstość zaludnienia (mieszk./km²) | 92,5   | 92,5   | 48      | 48      | 44,4      | 44,4      |

| Miejscowości w gminie Opole Lubelskie | Miejscowości w gminie Opole Lubelskie | Miejscowości w gminie Opole Lubelskie    | Miejscowości w gminie Opole Lubelskie     |
| Nazwa | Rodzaj miejscowości                   | Miejscowość podstawowa, lub statystyczna | Położenie na mapie                        |
| --- | ------------------------------------- | ---------------------------------------- | ----------------------------------------- |
| Kazimierzów | wieś                                  |                                          | 51°11′06″N 21°58′57″E/51,185000 21,982500 |
| Świdry | wieś                                  | Ćwiętalka                                | 51°03′25″N 21°54′59″E/51,056944 21,916389 |
| Stary Franciszków | wieś                                  |                                          | 51°05′46″N 21°59′22″E/51,096111 21,989444 |
| Kręciszówka | wieś                                  | Kluczkowice                              | 51°04′58″N 21°58′24″E/51,082778 21,973333 |
| Stanisławów | wieś                                  |                                          | 51°05′01″N 22°00′54″E/51,083611 22,015000 |
| Kamionka | wieś                                  |                                          | 51°06′19″N 21°52′54″E/51,105278 21,881667 |
| Skoków | wieś                                  |                                          | 51°06′57″N 22°01′17″E/51,115833 22,021389 |
| Sewerynówka | wieś                                  |                                          | 51°08′56″N 22°05′14″E/51,148889 22,087222 |
| Ruda Maciejowska | wieś                                  |                                          | 51°08′35″N 22°03′30″E/51,143056 22,058333 |
| Ruda Godowska | wieś                                  |                                          | 51°08′21″N 22°04′29″E/51,139167 22,074722 |
| Rozalin | wieś                                  |                                          | 51°11′14″N 22°00′46″E/51,187222 22,012778 |
| Grabówka | wieś                                  |                                          | 51°09′08″N 22°00′20″E/51,152222 22,005556 |
| Puszno Godowskie | wieś                                  |                                          | 51°05′38″N 22°03′20″E/51,093889 22,055556 |
| Jankowa | wieś                                  |                                          | 51°10′10″N 21°56′35″E/51,169444 21,943056 |
| Kluczkowice | wieś                                  |                                          | 51°05′02″N 21°56′12″E/51,083889 21,936667 |
| Ożarów Pierwszy | wieś                                  |                                          | 51°06′09″N 21°55′26″E/51,102500 21,923889 |
| Ożarów Drugi | wieś                                  |                                          | 51°06′16″N 21°57′22″E/51,104444 21,956111 |
| Nowy Franciszków | wieś                                  |                                          | 51°05′14″N 22°00′21″E/51,087222 22,005833 |
| Kluczkowice-Osiedle | wieś                                  |                                          | 51°04′52″N 21°53′49″E/51,081111 21,896944 |
| Nowe Komaszyce | wieś                                  |                                          | 51°07′03″N 22°03′09″E/51,117500 22,052500 |
| Niezdów | wieś                                  |                                          | 51°09′07″N 21°55′18″E/51,151944 21,921667 |
| Majdan Trzebieski | wieś                                  |                                          | 51°10′12″N 22°01′47″E/51,170000 22,029722 |
| Ludwików | wieś                                  |                                          | 51°04′43″N 22°02′07″E/51,078611 22,035278 |
| Leonin | wieś                                  |                                          | 51°06′37″N 22°00′20″E/51,110278 22,005556 |
| Puszno Skokowskie | wieś                                  |                                          | 51°05′40″N 22°02′20″E/51,094444 22,038889 |
| Wrzelowiec | wieś                                  |                                          | 51°05′35″N 21°55′23″E/51,093056 21,923056 |
| Dębiny | wieś                                  |                                          | 51°08′59″N 22°04′10″E/51,149722 22,069444 |
| Emilcin | wieś                                  |                                          | 51°07′55″N 22°02′17″E/51,131944 22,038056 |
| Zosin | wieś                                  |                                          | 51°08′15″N 22°01′23″E/51,137500 22,023056 |
| Zajączków | wieś                                  |                                          | 51°09′33″N 21°59′30″E/51,159167 21,991667 |
| Stare Komaszyce | wieś                                  |                                          | 51°06′52″N 22°04′13″E/51,114444 22,070278 |
| Dąbrowa Godowska | wieś                                  |                                          | 51°04′29″N 22°03′50″E/51,074722 22,063889 |
| Truszków | wieś                                  |                                          | 51°06′16″N 22°04′06″E/51,104444 22,068333 |
| Darowne | wieś                                  |                                          | 51°09′43″N 22°02′25″E/51,161944 22,040278 |
| Ćwiętalka | wieś                                  |                                          | 51°03′22″N 21°55′48″E/51,056111 21,930000 |
| Elżbieta | wieś                                  |                                          | 51°07′25″N 21°56′32″E/51,123611 21,942222 |
| Zadole | wieś                                  |                                          | 51°03′53″N 21°57′22″E/51,064722 21,956111 |
| Górna Owczarnia | wieś                                  |                                          | 51°07′23″N 21°59′25″E/51,123056 21,990278 |
| Wólka Komaszycka | wieś                                  |                                          | 51°07′09″N 22°05′02″E/51,119167 22,083889 |
| Wola Rudzka | wieś                                  |                                          | 51°09′49″N 21°58′50″E/51,163611 21,980556 |
| Góry Kluczkowickie | wieś                                  |                                          | 51°04′31″N 21°55′01″E/51,075278 21,916944 |
| Białowoda | wieś                                  |                                          | 51°03′38″N 22°02′44″E/51,060556 22,045556 |
| Wandalin | wieś                                  |                                          | 51°03′57″N 22°00′14″E/51,065833 22,003889 |
| Góry Opolskie | wieś                                  |                                          | 51°07′20″N 21°57′53″E/51,122222 21,964722 |
| Trzebiesza | wieś                                  |                                          | 51°10′05″N 22°01′20″E/51,168056 22,022222 |
| Kozieniec | przysiółek wsi                        | Niezdów                                  | 51°09′31″N 21°55′39″E/51,158611 21,927500 |
| Barć | przysiółek wsi                        | Ożarów Drugi                             | 51°05′43″N 21°57′32″E/51,095278 21,958889 |
| Łuta | przysiółek wsi                        | Ruda Godowska                            | 51°07′54″N 22°04′54″E/51,131667 22,081667 |
| Nowy Staw | przysiółek wsi                        | Wólka Komaszycka                         | 51°07′44″N 22°03′53″E/51,128889 22,064722 |
| Przytyki | przysiółek wsi                        | Darowne                                  | 51°09′43″N 22°03′00″E/51,161944 22,050000 |
| Pułanki | przysiółek wsi                        | Nowy Franciszków                         | 51°05′37″N 22°01′13″E/51,093611 22,020278 |
| Kolonia Zadole | przysiółek wsi                        | Góry Kluczkowickie                       | 51°04′08″N 21°56′06″E/51,068889 21,935000 |
| Góry | przysiółek wsi                        | Góry Kluczkowickie                       | 51°04′59″N 21°54′50″E/51,083056 21,913889 |
| Kolonia Wandalin | przysiółek wsi                        | Wandalin                                 | 51°03′06″N 22°00′32″E/51,051667 22,008889 |
| Trzy Słupki | przysiółek wsi                        | Góry Opolskie                            | 51°06′36″N 21°58′26″E/51,110000 21,973889 |
| Kleniewo | osada leśna wsi                       | Kazimierzów                              | 51°10′21″N 21°57′27″E/51,172500 21,957500 |
| Pomorze | osada                                 | Kazimierzów                              | 51°11′06″N 21°57′04″E/51,185000 21,951111 |
| Pietrawin | leśniczówka                           | Kluczkowice                              | 51°05′16″N 21°56′18″E/51,087778 21,938333 |
| Kolonia Nowe Komaszyce | kolonia wsi                           | Nowe Komaszyce                           | 51°06′59″N 22°02′45″E/51,116389 22,045833 |
| Kolonia Kamionka | kolonia wsi                           | Wrzelowiec                               | 51°05′50″N 21°53′53″E/51,097222 21,898056 |
| Elżbieta-Kolonia | kolonia wsi                           | Elżbieta                                 | 51°07′37″N 21°55′13″E/51,126944 21,920278 |
| Tarniny | część wsi                             | Stary Franciszków                        | 51°06′02″N 21°59′58″E/51,100556 21,999444 |
| Zofiówka | część wsi                             | Dębiny                                   | 51°09′02″N 22°04′32″E/51,150556 22,075556 |
| Wymysłów | część wsi                             | Majdan Trzebieski                        | 51°10′58″N 22°02′34″E/51,182778 22,042778 |
| Linia | część wsi                             | Grabówka                                 | 51°08′59″N 22°00′12″E/51,149722 22,003333 |
| Leszczyniec | część wsi                             | Rozalin                                  | 51°11′17″N 22°00′10″E/51,188056 22,002778 |
| Kopce | część wsi                             | Górna Owczarnia                          | 51°07′16″N 21°59′32″E/51,121111 21,992222 |
| Grobla | część wsi                             | Skoków                                   | 51°07′33″N 22°01′09″E/51,125833 22,019167 |
| Kulig | część wsi                             | Wola Rudzka                              | 51°10′23″N 22°00′49″E/51,173056 22,013611 |
| Pustelnia | część wsi                             | Wola Rudzka                              | 51°10′18″N 21°59′44″E/51,171667 21,995556 |
| Zagłobin | część wsi                             | Elżbieta                                 | 51°08′02″N 21°56′47″E/51,133889 21,946389 |
| Wrzelowiec Mały | część wsi                             | Wrzelowiec                               | 51°05′09″N 21°54′58″E/51,085833 21,916111 |
| Przytyki | część wsi                             | Stary Franciszków                        | 51°06′07″N 21°59′21″E/51,101944 21,989167 |
| Trzy Słupki | część wsi                             | Stary Franciszków                        | 51°06′33″N 21°58′31″E/51,109167 21,975278 |
| Krzywa Kamionka | część wsi                             | Kamionka                                 | 51°06′10″N 21°52′50″E/51,102778 21,880556 |
| Huta | część wsi                             | Stary Franciszków                        | 51°06′03″N 21°58′26″E/51,100833 21,973889 |
| Podlesie | część wsi                             | Skoków                                   | 51°07′01″N 22°00′18″E/51,116944 22,005000 |
| Skoków-Kolonia | część wsi                             | Zosin                                    | 51°07′00″N 22°02′32″E/51,116667 22,042222 |
| Ruda Opolska | część wsi                             | Wola Rudzka                              | 51°10′03″N 21°59′06″E/51,167500 21,985000 |
| Kierzki | część wsi                             | Wrzelowiec                               | 51°06′06″N 21°53′52″E/51,101667 21,897778 |
| Kliny | część wsi                             | Nowy Franciszków                         | 51°05′13″N 21°59′42″E/51,086944 21,995000 |
| Baba | część wsi                             | Zosin                                    | 51°07′47″N 22°00′55″E/51,129722 22,015278 |
| Lipniak | część wsi                             | Kazimierzów                              | 51°11′05″N 21°59′53″E/51,184722 21,998056 |
| Widły | część wsi                             | Wandalin                                 | 51°03′24″N 21°57′02″E/51,056667 21,950556 |
| Źródło – Państwowy Rejestr Nazw Geograficznych – miejscowości – format XLSX, Dane z państwowego rejestru nazw geograficznych – PRNG, Główny Urząd Geodezji i Kartografii, 1 stycznia 2025 - Teryt miejscowości podstawowe - Części miejscowości podstawowych |                                       |                                          |                                           |

## Administracja
Gmina Opole Lubelskie jest od roku 1991 członkiem stowarzyszenia Unia Miasteczek Polskich.

## Sołectwa
Białowoda, Ćwiętalka-Świdry, Darowne, Dąbrowa Godowska, Dębiny, Elżbieta, Emilcin, Górna Owczarnia, Góry Kluczkowickie, Góry Opolskie, Grabówka, Jankowa-Pomorze, Kamionka, Kazimierzów, Kierzki (Wrzelowiec), Kluczkowice, Kluczkowice-Osiedle, Leonin, Ludwików, Majdan Trzebieski, Niezdów, Nowe Komaszyce, Nowy Franciszków, Ożarów Pierwszy-Ożarów Drugi, Puszno Godowskie, Puszno Skokowskie, Rozalin, Ruda Godowska-Ruda Maciejowska, Sewerynówka, Skoków, Stanisławów, Stare Komaszyce, Stary Franciszków, Truszków, Trzebiesza, Wandalin, Widły (Wandalin), Wola Rudzka, Wólka Komaszycka, Wrzelowiec, Zadole, Zajączków, Zosin

## Sąsiednie gminy
Chodel, Józefów nad Wisłą, Karczmiska, Łaziska, Poniatowa, Urzędów.